# 곽병원
곽병원은 대구광역시 중구에 있는 종합병원이다.

## 연혁
- 1952. 04. 10 곽외과의원 개설
- 1981. 09. 신관 준공 및 곽병원 승격 (9개과 75Bed)
- 1981. 11. 인턴 수련병원 지정
- 1982. 12. 16. 병상 증설 (85Bed)
- 1983. 03. 01. 재단법인 운경새마을 사업회에 곽병원 기증, 제 1기 사업년도 개시
- 1983. 03. 20. 병원 확장 공사 기공
- 1983. 05. 02. 경북대학교병원과 모자병원 결연
- 1983. 09. 15. 병원 확장 공사 준공 (지하 1층, 지하 5층, 519평)
- 1983. 10. 22 종합병원 승격 (93Bed)
- 1986. 10. 04. 별관 준공 (지하 1층, 지상 4층, 251평)
- 1989. 10. 17. 허가 병상 증설 (250Bed)
- 1993. 01. 13. 허가 병상 증설 (299Bed)
- 1993. 12. 27. 동산의료원과 자매병원 결연
- 1995. 11. 18. 레지던트 수련병원 지정
- 1996. 05. 15. 가정의학과 증설
- 1996. 02. 11. 일본 히로시마 카지가와병원과 자매결연
- 1998. 10. 28. 삼성 서울병원과 협력병원 결연
- 2000. 06. 16. 구관 증개축공사 완공
- 2002. 03. 01. 소화기내시경전문의 수련병원 지정
- 2002. 12. 13. 산업자원부 친절우수병원 정부 인정
- 2003. 04. 01. 일본 후쿠오카 하라도이병원과 자매결연
- 2003. 06. 21. SBNC "브랜드 인지도 우수병원" 선정 (대구지역)
- 2003. 09. 15. 노동부 신노사문화 우수기업 선정
- 2003. 09. 22. SBNC "사회봉사 우수 병원" 선정
- 2004. 03. 10. 종합검진센타 확장
- 2004. 06. 04. 의료법인 운경의료재단 법인 분리
- 2005. 02. 08. 어르신 병동 리모델링
- 2005. 11. 지역응급의료기관 최우수등급 선정
- 2006. 03. 27. 성인병검진센터 리모델링
- 2007. 02. 06. 환자를 위한 고객만족 서약선포
- 2007. 03. PACS 가동
- 2007. 09. 01 OCS 및 EMR 도입 가동
- 2009. 05. 지역응급의료기관 평가 5년연속 A등급 획득
- 2009. 09. 외국인진료의료기관 등록
- 2010. 09. 24 허가병상 조정(268Bed)
- 2011. 04. 30 대구시'노사화합상' 수상
- 2012. 03. 06 제2회 아름다운 납세자상 수상